# Anoba excurvata
Anoba excurvata är en fjärilsart som beskrevs av M.Gaede 1939. Anoba excurvata ingår i släktet Anoba och familjen nattflyn. Inga underarter finns listade i Catalogue of Life.